# Calathea
Calathea là một chi thực vật có hoa trong họ Marantaceae, được Georg Friedrich Wilhelm Meyer mô tả khoa học năm 1818.
Cho tới năm 2012, nó được mở rộng để chứa khoảng 285 loài. Tuy nhiên, theo kết quả nghiên cứu phát sinh chủng loài của Borchsenius et al. (2012) thì Calathea nghĩa rộng (sensu lato) là đa ngành, với nhóm Calathea nghĩa hẹp (sensu stricto) chứa loài điển hình Calathea lutea và các họ hàng gần nhất của nó tạo thành một nhánh có quan hệ chị - em với Sanblasia, trong khi phần còn lại của Calathea có quan hệ chị - em với nhánh bao gồm [Monotagma + [[Ischnosiphon + Pleiostachya] + [Calathea s.s + Sanblasia]]]. Vì thế, Calathea bị thu hẹp lại để đảm bảo tính đơn ngành của nó; trong khi ở phần còn lại (cũng đơn ngành) thì danh pháp Goeppertia Nees, 1831 có độ ưu tiên cao hơn so với các danh pháp Endocodon Raf., 1838, Psydaranta Neck. ex Raf., 1838, Zelmira Raf., 1838 (các danh pháp của Constantine Samuel Rafinesque-Schmaltz in trong quyển 4 sách Flora Telluriana với bìa ghi năm 1836, nhưng các thông tin khác cho thấy thời gian in thật sự là khoảng giữa năm 1838), Monostiche Körn., 1858 và Thymocarpus Nicolson, Steyerm. & Sivad., 1981 nên chi Goeppertia được phục hồi để chứa các loài thuộc nhánh này.

## Các loài
59 loài hiện tại được công nhận trong chi Calathea bao gồm:
- Calathea anderssonii H.Kenn., 1985
- Calathea anulque H.Kenn., 1988
- Calathea asplundii H.Kenn., 1988
- Calathea barryi H.Kenn., 2017
- Calathea brenesii Standl., 1937
- Calathea caesariata H.Kenn., 1977
- Calathea calderon-saenzii H.Kenn. & M.Serna, 2016
- Calathea carlae H.Kenn., 2011
- Calathea casupito (Jacq.) G.Mey., 1818
- Calathea chiriquensis H.Kenn., 2011
- Calathea cofaniorum H.Kenn., 2014
- Calathea confusa H.Kenn., 2012
- Calathea congesta H.Kenn., 1988
- Calathea croatii H.Kenn., 2013
- Calathea crotalifera S.Watson, 1889
- Calathea erythrolepis L.B.Sm. & Idrobo, 1948
- Calathea fredgandersii H.Kenn., 2011
- Calathea fredii H.Kenn., 2013
- Calathea galdamesiana H.Kenn. & Rod.Flores, 2015
- Calathea gentryi H.Kenn., 2018
- Calathea grandifolia Lindl., 1829
- Calathea guzmanioides L.B.Sm. & Idrobo, 1948
- Calathea hagbergii H.Kenn., 1988
- Calathea harlingii H.A.Kenn., 1988
- Calathea inscripta (W.Bull) N.E.Br., 1882
- Calathea ischnosiphonoides H.Kenn., 1988
- Calathea jondule H.Kenn. & Hammel, 2011
- Calathea lanibracteata H.Kenn., 2012
- Calathea lanicaulis H.Kenn., 1985
- Calathea lasiostachya Donn.Sm., 1901
- Calathea lateralis (Ruiz & Pav.) Lindl., 1829
- Calathea latrinotecta H.Kenn., 1988
- Calathea lutea (Aubl.) E.Mey. ex Schult., 1822 (đồng nghĩa: Calathea discolor G.Mey., 1818, Maranta lutea Aubl., 1775)
- Calathea marantina (Willd. ex Körn.) K.Koch, 1857
- Calathea monstera H.Kenn., 2013
- Calathea multispicata H.Kenn. & M.Serna, 2019
- Calathea neillii H.Kenn., 2013
- Calathea neurophylla H.Kenn., 2017
- Calathea nitens (W.Bull) Ender, 1881
- Calathea oscariana H.Kenn., 2012
- Calathea platystachya Standl. & L.O.Williams, 1951
- Calathea pluriplicata H.Kenn., 1988
- Calathea plurispicata H.Kenn., 1988
- Calathea ravenii H.Kenn., 2012
- Calathea recurvata H.Kenn., 2011
- Calathea retroflexa H.Kenn., 1997
- Calathea rubribracteata H.Kenn., 2014
- Calathea shishicoensis H.Kenn., 2014
- Calathea similis H.Kenn., 1975 in 1976
- Calathea spiralis H.Kenn., 1978
- Calathea striata H.Kenn., 1988
- Calathea tarrazuensis H.Kenn., 2011
- Calathea timothei H.Kenn., 1977
- Calathea toroi S.Suárez, 2010
- Calathea trianae L.B.Sm. & Idrobo, 1948
- Calathea utilis H.Kenn., 1986
- Calathea velutinifolia H.Kenn., 2017
- Calathea verruculosa H.Kenn., 2011
- Calathea yawankama H.Kenn., 2018

## Hình ảnh

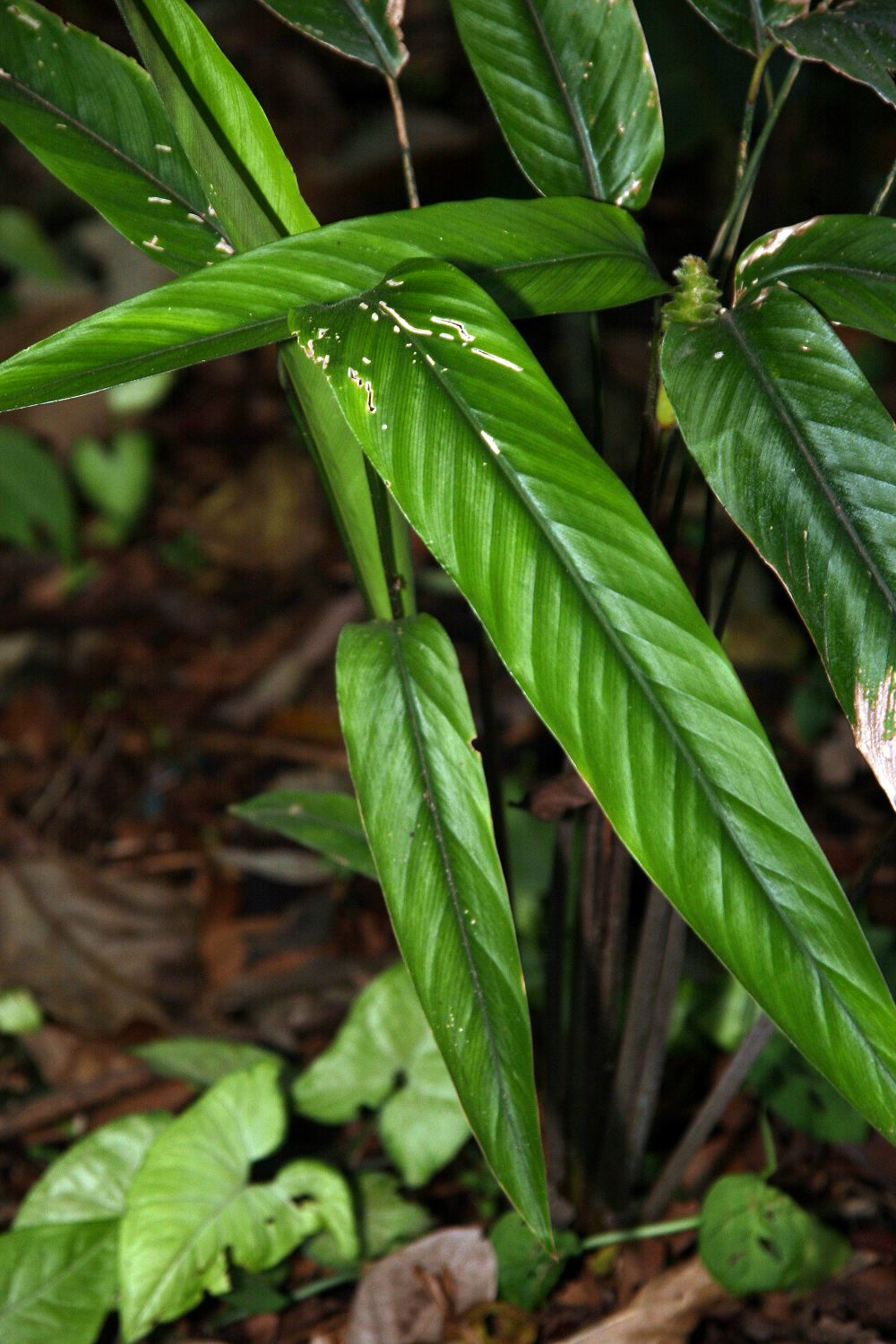
Calathea lasiostachya
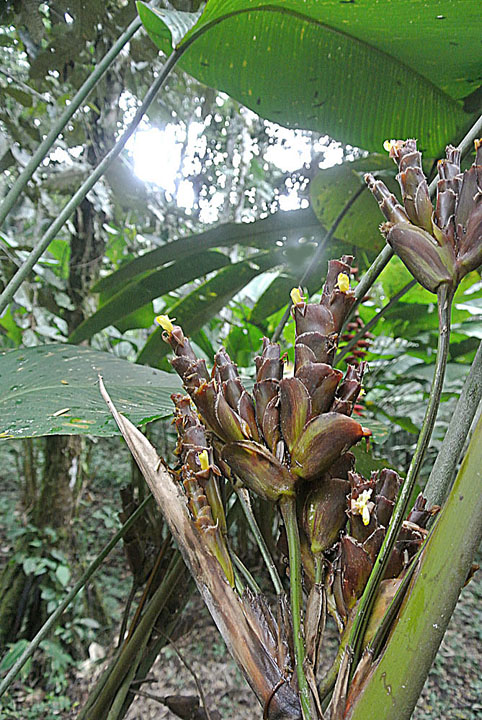
Calathea marantina
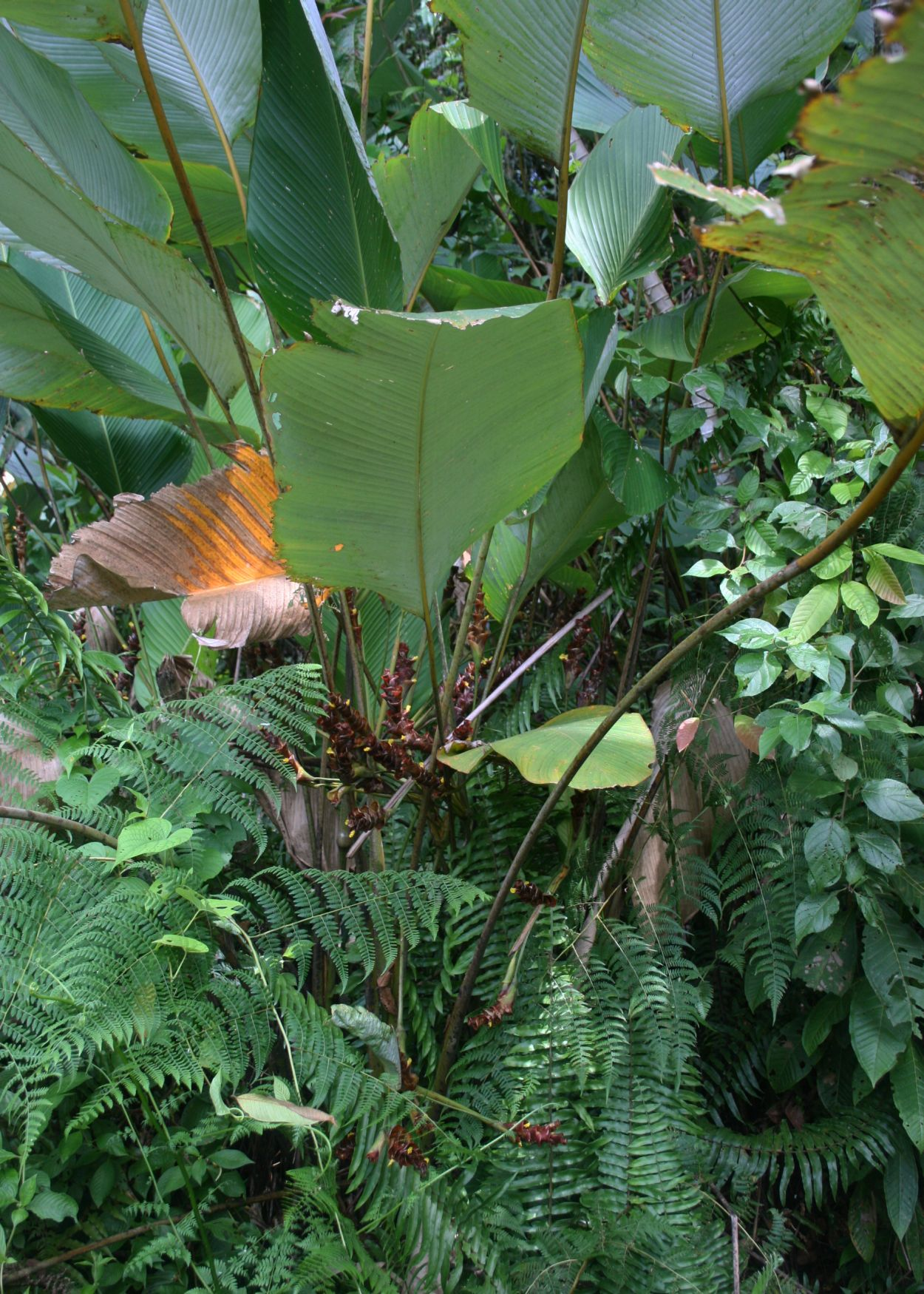
Calathea lutea